# Gold Head
Das Gold Head ist ein Kap an der Ostküste Südgeorgiens. Es bildet die nördliche Begrenzung der Einfahrt zum Gold Harbour.
Die Benennung des Kaps erfolgte auf Vorschlag von Commander C. J. Gratton von der Royal Navy, der hier 1958 Vermessungen durchgeführt hatte, und leitet sich vom Gold Harbour ab.